# Associazione delle federazioni degli sport olimpici estivi
L'Associazione delle federazioni degli sport olimpici estivi (in inglese Association of Summer Olympic International Federations, nota anche con l'acronimo ASOIF) è un'associazione no-profit che raggruppa le federazioni sportive internazionali che fanno capo al CIO e che quindi governano le 28 discipline facenti parte del programma dei Giochi olimpici estivi.
Di questa Associazione, nata nel 1983, è stato il primo presidente l'italiano Primo Nebiolo, rimasto in carica per sedici anni consecutivi fino all sua morte avvenuta nel 1999.

## Federazioni
- WA (Atletica leggera)
- BWF (Badminton)
- FIFA (Calcio)
- ICF (Canoa)
- FISA (Canottaggio)
- UCI (Ciclismo)
- FIG (Ginnastica)
- IGF (Golf)
- FIH (Hockey su prato)
- IJF (Judo)
- FILA (Lotta)
- FIBA (Pallacanestro)
- IHF (Pallamano)
- FIVB (Pallavolo)
- AIBA (Pugilato)
- UIPM (Pentathlon moderno)
- FIE (Scherma)
- IWF (Sollevamento pesi)
- FINA (Sport acquatici)
- FEI (Sport equestri)
- IRB (Rugby)
- WT (Taekwondo)
- ITF (Tennis)
- ITTF (Tennistavolo)
- ISSF (Tiro a segno e Tiro a volo)
- WT (Triathlon)
- FITA (Tiro con l'arco)
- ISAF (Vela)

## Presidenti
Dalla fondazione ad oggi la Federazione ha avuto tre presidenti.
| Numero | Nome                  | Paese    | Inizio | Fine      | Note             |
| ------ | --------------------- | -------- | ------ | --------- | ---------------- |
| 1      | Primo Nebiolo         | Italia   | 1983   | 1999      |                  |
| -      | Lu Shengrong          | Cina     | 1999   | 2000      | Facente funzioni |
| 2      | Denis Oswald          | Svizzera | 2000   | 2013      |                  |
| 3      | Francesco Ricci Bitti | Italia   | 2013   | in carica |                  |